# Wooster (Arkansas)
Pour les articles homonymes, voir Wooster.
Wooster est une ville située dans l’État américain de l'Arkansas, dans le comté de Faulkner.